# Адміністративний поділ Еритреї
Еритрея поділяється на 6 регіонів («зоба»), кожен із яких, зі свого боку, складається із районів.

## Управління
Кожен регіон має виборний орган місцевого самоврядування — регіональні збори, губернатора призначає Президент Еритреї. Під час засідань Кабінету міністрів, президент також зустрічається із регіональними адміністраторами, які звітують про стан своїх регіонів. Регіональні збори займаються розробкою бюджету для місцевих програм (культурні події, розвиток інфраструктури, такий як прокладка доріг, збільшення площі лісів) та заслуховують проблеми місцевого населення.

## Історія адміністративного поділу
До 1993 року Еритрея перебувала в складі Ефіопії та поділялася на 10 провінцій, які були схожими із дев'ятьма колишніми провінціями колоніального періоду. Після здобуття незалежності, адміністративний поділ в 1996 році було реформовано, 10 провінцій були об'єднані в 6 зобів («зоба»). Кордони нових адміністративних утворень були засновані на водозбірних басейнах місцевих річок. Критики цієї політики стверджують, що уряд країни знехтував історичним поділом Еритреї, в той час як прихильники реформи заявляють, що нові регіональні кордони полегшать історичні земельні суперечки. До того ж, прихильники стверджують, що кордони по вододілам річок полегшать планування використання води у небагатій на водні ресурси країні.

## Зоби Еритреї
| Зоба                                                                     | Номер на мапі | Населення | Столиця   | Губернатор             | Код ISO | Колишня провінція                              |
| ------------------------------------------------------------------------ | ------------- | --------- | --------- | ---------------------- | ------- | ---------------------------------------------- |
| Маекел, Центральний тигр. ዞባ ማእከል                                        | 1             | 1,053,254 | Асмара    | Тевелде Келаті         | ER-MA   | Хамасіен                                       |
| Ансеба, Ансеба тигр. ዞባ ዓንሰባ                                             | 2             | 893,587   | Керен     | Гегргіс Гірмаї         | ER-AN   | Сенхіт, Хамасіен                               |
| Гаш-Барка, Гаш-Барка тигр. ዞባ ጋሽ ባርካ                                     | 3             | 1,103,742 | Баренту   | Кахсаї Гебрехівот      | ER-GB   | Барка (провінція), Гаш-Сетіт, Серайє, Хамасіен |
| Дебуб, Південний регіон тигр. ዞባ ደቡብ                                     | 4             | 1,476,765 | Мендефера | Мустафа Нурхусейн      | ER-DU   | Серайє, Акеле Гузаї, Хамасіен                  |
| Семіен-Кей-Бахрі, Північний Червономорський регіон тигр. ዞባ ሰሜናዊ ቀይሕ ባሕሪ | 5             | 897,454   | Массава   | Тсігереда Волдегіоргіс | ER-SK   | Семхар, Сахел, Акеле Гузаї, Хамасіен           |
| Дебуб-Кей-Бахрі, Південний Червономорський регіон тигр. ዞባ ደቡባዊ ቀይሕ ባሕሪ  | 6             | 398,073   | Ассеб     | Осман Мохаммед Омер    | ER-DK   | Денкалія                                       |